# Topol v Lažanech
Topol v Lažanech byl památný strom u osady Lažany, části obce Štědrá v okrese Karlovy Vary v Karlovarském kraji. Přibližně stoletý topol černý (Populus nigra) rostl v zatáčce při silnici č. 207 do Brložce v nadmořské výšce 550 m. Obvod jeho kmene měřil 425 cm a strom dosahoval výšky 25 m (měření z roku 1998). Chráněn byl od roku 1986 pro svůj vzrůst. Kmen byl v minulosti poškozen dvěma trubkami, které tvořili zřejmě oplocení. Patrně v 70. nebo 80. letech 20. století byla část kmene obestavěna opěrnou zídkou do výše asi 2 m a zasypána zeminou. V důsledku špatné péče byl strom nestabilní a hrozil jeho pád na nemovitost. Strom byl proto pokácen a torzo dolní části kmene leželo na návsi několik let, později bylo odstraněné.
Status památného stromu byl zrušen k 8. září 2006.

## Stromy v okolí
- Prohořská lípa
- Dub v Radyni
- Zbraslavské lípy a javory
- Žlutický dub